# 宝徳寺 (盛岡市)
宝徳寺（ほうとくじ）は、岩手県盛岡市渋民にある曹洞宗の寺院。山号は万年山。本尊は釈迦如来。明治期の詩人・歌人石川啄木ゆかりの寺として知られる。

## 歴史
1658年（万治元年）蘭翁嫩芝の開山によって創建されたと伝えられ、1890年（明治23年）石川一禎（石川啄木の父）が入寺して再興された。啄木も少年期をこの寺で過ごした。なお、この寺の近くには「石川啄木記念館」がある。

## 交通アクセス
- いわて銀河鉄道線盛岡駅東口、またはいわて沼宮内駅より以下の路線を利用。
  - 岩手県北バス　「B11」「B12」
  - JRバス東北　「白樺号」
- いわて銀河鉄道線好摩駅、または盛岡バスセンターより岩手県北バス「B41」

以上の路線で、「啄木記念館前」下車。
- いわて銀河鉄道線渋民駅より徒歩約30分。

## 周辺
- 石川啄木記念館 - 旧渋民尋常小学校、旧斎藤家住宅
- 渋民公園
- 盛岡市立渋民小学校